# Copa Libertadores 1992
Navigation
Édition précédente Édition suivante
La Copa Libertadores 1992 est la 33e édition de la Copa Libertadores. Le club vainqueur de la compétition est désigné champion d'Amérique du Sud 1992 et se qualifie pour la Coupe intercontinentale 1992.
C'est le club brésilien du São Paulo Futebol Clube qui remporte le trophée cette année, après avoir battu en finale les Argentins de Newell's Old Boys. Les deux clubs disputent là leur deuxième finale de Libertadores (après celle de 1974 pour São Paulo et 1988 pour Newell's). Ce succès de São Paulo met fin à la disette des équipes auriverde qui n'avaient plus remporté de Libertadores depuis neuf ans, ni atteint la finale depuis 1984. L'attaquant de São Paulo Palhinha termine meilleur buteur de la compétition avec sept buts inscrits.
La compétition conserve le même format que l'année précédente avec une légère variante. En effet, pour des raisons économiques, le tenant du titre, Colo-Colo , demande à entrer en lice en même temps que l'ensemble des autres équipes, au premier tour. Il y a ainsi une poule de cinq équipes, dont les quatre premiers se qualifient pour la suite de la compétition. Pour les autres groupes, la formule reste inchangée : les trois premiers de chaque poule du premier tour disputent la phase finale, jouée sous forme de rencontres à élimination directe, des huitièmes de finale jusqu'à la finale. En cas d'égalité de résultat, les clubs disputent une séance de tirs au but : il n'y a pas de match d'appui et la règle des buts marqués à l'extérieur n'est pas utilisée.

## Clubs engagés
- Club Social y Deportivo Colo-Colo - Tenant du titre et champion du Chili 1991
- Newell's Old Boys - Champion d'Argentine 1990-1991
- Club Atlético San Lorenzo de Almagro - Vainqueur du barrage pré-Libertadores 1990-1991
- Club Bolívar - Champion de Bolivie 1991
- Club Deportivo San José - Vice-champion de Bolivie 1991
- São Paulo Futebol Clube - Champion du Brésil 1991
- Criciúma Esporte Clube - Vainqueur de la Copa do Brasil 1991
- CD Coquimbo Unido - Vice-champion du Chili 1991
- CD Universidad Catolica - Vainqueur de la Liguilla pré-Libertadores 1991
- Corporación Deportiva Club Atlético Nacional - Champion de Colombie 1991
- Corporación Deportiva América Cali - Vice-champion de Colombie 1991
- Barcelona Sporting Club - Champion d'Équateur 1991
- Valdez Sporting Club - Vice-champion d'Équateur 1991
- Club Sol de América - Champion du Paraguay 1991
- Cerro Porteño - Finaliste du championnat du Paraguay 1991
- Club Sporting Cristal - Champion du Pérou 1991
- Sport Boys Association - Vice-champion du Pérou 1991
- Defensor Sporting Club - 1er de la Liguilla pré-Libertadores 1991
- Club Nacional de Football - 2e de la Liguilla pré-Libertadores 1991
- Universidad de Los Andes FC - Champion du Venezuela 1990-1991
- Club Sport Marítimo de Venezuela - Vice-champion du Venezuela 1990-1991

## Compétition

### Premier tour
| Rang | Équipe                    | Pts | J | G | N | P | Bp | Bc | Diff |  | Résultats (▼ dom., ► ext.) | New | UCa | SLo | Col | Coq |
| ---- | ------------------------- | --- | - | - | - | - | -- | -- | ---- |  | -------------------------- | --- | --- | --- | --- | --- |
| 1    | Newell's Old Boys         | 11  | 8 | 4 | 3 | 1 | 11 | 10 | +1   |  | Newell's Old Boys          |     | 0-0 | 0-6 | 3-1 | 3-0 |
| 2    | CD Universidad Catolica   | 9   | 8 | 2 | 5 | 1 | 15 | 8  | +7   |  | CD Universidad Catolica    | 1-1 |     | 4-0 | 0-0 | 5-1 |
| 3    | CA San Lorenzo de Almagro | 9   | 8 | 4 | 1 | 3 | 13 | 8  | +5   |  | CA San Lorenzo de Almagro  | 0-1 | 2-2 |     | 1-0 | 3-0 |
| 4    | CSD Colo-ColoT            | 8   | 8 | 2 | 4 | 2 | 6  | 7  | -1   |  | CSD Colo-Colo              | 1-1 | 1-1 | 1-0 |     | 1-0 |
| 5    | CD Coquimbo Unido         | 3   | 8 | 1 | 1 | 6 | 6  | 18 | -12  |  | CD Coquimbo Unido          | 1-2 | 3-2 | 0-1 | 1-1 |     |

| Rang | Équipe                  | Pts | J | G | N | P | Bp | Bc | Diff |  | Résultats (▼ dom., ► ext.) | Cri | São | Bol | SJo |
| ---- | ----------------------- | --- | - | - | - | - | -- | -- | ---- |  | -------------------------- | --- | --- | --- | --- |
| 1    | Criciúma Esporte Clube  | 9   | 6 | 4 | 1 | 1 | 13 | 7  | +6   |  | Criciúma Esporte Clube     |     | 3-0 | 2-1 | 5-0 |
| 2    | São Paulo Futebol Clube | 8   | 6 | 3 | 2 | 1 | 11 | 5  | +6   |  | São Paulo Futebol Clube    | 4-0 |     | 2-0 | 1-1 |
| 3    | Club Bolívar            | 6   | 6 | 2 | 2 | 2 | 9  | 9  | 0    |  | Club Bolívar               | 1-1 | 1-1 |     | 2-1 |
| 4    | Club Deportivo San José | 1   | 6 | 0 | 1 | 5 | 5  | 17 | -12  |  | Club Deportivo San José    | 1-2 | 0-3 | 2-4 |     |

| Rang | Équipe                      | Pts | J | G | N | P | Bp | Bc | Diff |  | Résultats (▼ dom., ► ext.)  | Bar | Val | Mar | ULA |
| ---- | --------------------------- | --- | - | - | - | - | -- | -- | ---- |  | --------------------------- | --- | --- | --- | --- |
| 1    | Barcelona Sporting Club     | 10  | 6 | 4 | 2 | 0 | 11 | 3  | +8   |  | Barcelona Sporting Club     |     | 0-0 | 3-1 | 5-1 |
| 2    | Valdez Sporting Club        | 6   | 6 | 2 | 2 | 2 | 5  | 4  | +1   |  | Valdez Sporting Club        | 0-1 |     | 2-1 | 1-1 |
| 3    | CS Marítimo                 | 4   | 6 | 1 | 2 | 3 | 5  | 8  | -3   |  | CS Marítimo                 | 1-1 | 1-0 |     | 1-2 |
| 4    | Universidad de Los Andes FC | 4   | 6 | 1 | 2 | 3 | 4  | 10 | -6   |  | Universidad de Los Andes FC | 0-1 | 0-2 | 0-0 |     |

| Match pour la 3e place | CS Marítimo   | 2 - 2 | Universidad Los Andes FC | Caracas |  |
| 22 avril 1992          | Gómez · Rivas |       | Cortez · Molina          |         |  |

- Le CS Marítimo prend la troisième place de la poule grâce à une meilleure différence de buts générale que son adversaire.

| Rang | Équipe                 | Pts | J | G | N | P | Bp | Bc | Diff |  | Résultats (▼ dom., ► ext.) | Nac | ACa | Cri | SBo |
| ---- | ---------------------- | --- | - | - | - | - | -- | -- | ---- |  | -------------------------- | --- | --- | --- | --- |
| 1    | Atlético Nacional      | 9   | 6 | 4 | 1 | 1 | 15 | 4  | +11  |  | Atlético Nacional          |     | 3-0 | 1-0 | 2-2 |
| 2    | CD América Cali        | 8   | 6 | 4 | 0 | 2 | 8  | 7  | +1   |  | CD América Cali            | 2-0 |     | 1-0 | 2-0 |
| 3    | Club Sporting Cristal  | 5   | 6 | 2 | 1 | 3 | 6  | 7  | -1   |  | Club Sporting Cristal      | 0-3 | 3-1 |     | 2-0 |
| 4    | Sport Boys Association | 2   | 6 | 0 | 2 | 4 | 4  | 15 | -11  |  | Sport Boys Association     | 0-6 | 1-2 | 1-1 |     |

| Rang | Équipe                    | Pts | J | G | N | P | Bp | Bc | Diff |  | Résultats (▼ dom., ► ext.) | CPo | Nac | Def | SAm |
| ---- | ------------------------- | --- | - | - | - | - | -- | -- | ---- |  | -------------------------- | --- | --- | --- | --- |
| 1    | Cerro Porteño             | 9   | 6 | 3 | 3 | 0 | 9  | 4  | +5   |  | Cerro Porteño              |     | 1-1 | 1-1 | 2-0 |
| 2    | Club Nacional de Football | 7   | 6 | 2 | 3 | 1 | 9  | 7  | +2   |  | Club Nacional de Football  | 0-0 |     | 2-3 | 2-2 |
| 3    | Defensor Sporting Club    | 4   | 6 | 1 | 2 | 3 | 7  | 9  | -2   |  | Defensor Sporting Club     | 2-3 | 0-1 |     | 1-2 |
| 4    | Club Sol de América       | 4   | 6 | 1 | 2 | 3 | 5  | 10 | -5   |  | Club Sol de América        | 0-2 | 1-3 | 0-0 |     |

### Huitièmes de finale
| Équipe 1                  | Résultat      | Équipe 2                | Aller | Retour |
| ------------------------- | ------------- | ----------------------- | ----- | ------ |
| Club Bolívar              | 2 - 3         | Cerro Porteño           | 2 - 0 | 0 - 3  |
| CSD Colo-ColoT            | 1 - 2         | Barcelona Sporting Club | 1 - 0 | 0 - 2  |
| Club Sporting Cristal     | 3 - 5         | Criciúma Esporte Clube  | 1 - 2 | 2 - 3  |
| Club Nacional de Football | 0 - 3         | São Paulo Futebol Clube | 0 - 1 | 0 - 2  |
| CS Marítimo               | 0 - 3         | Atlético Nacional       | 0 - 0 | 0 - 3  |
| CA San Lorenzo de Almagro | 2 - 2 6-5 tab | Valdez Sporting Club    | 2 - 0 | 0 - 2  |
| CD Universidad Católica   | 0 - 1         | CD América Cali         | 0 - 0 | 0 - 1  |
| Defensor Sporting Club    | 1 - 2         | Newell's Old Boys       | 1 - 1 | 0 - 1  |

### Quarts de finale
Le tirage au sort est orienté afin que les clubs issus d'un même pays se rencontrent, pour éviter une finale entre deux formations d'une même fédération.
| Équipe 1                | Résultat      | Équipe 2                  | Aller | Retour |
| ----------------------- | ------------- | ------------------------- | ----- | ------ |
| Barcelona Sporting Club | 2 - 2 4-3 tab | Cerro Porteño             | 1 - 1 | 1 - 1  |
| São Paulo Futebol Clube | 2 - 1         | Criciúma Esporte Clube    | 1 - 0 | 1 - 1  |
| Atlético Nacional       | 2 - 5         | CD América Cali           | 0 - 1 | 2 - 4  |
| Newell's Old Boys       | 5 - 1         | CA San Lorenzo de Almagro | 4 - 0 | 1 - 1  |

### Demi-finales
| Équipe 1                | Résultat        | Équipe 2                | Aller | Retour |
| ----------------------- | --------------- | ----------------------- | ----- | ------ |
| São Paulo Futebol Clube | 3 - 2           | Barcelona Sporting Club | 3 - 0 | 0 - 2  |
| Newell's Old Boys       | 2 - 2 11-10 tab | CD América de Cali      | 1 - 1 | 1 - 1  |

### Finale
| 10 juin 1992 | Newell's Old Boys | 1 - 0 | São Paulo | Stade Gigante de Arroyito, Rosario                 |                                                    |
|              | Berizzo 37e       |       |           | Spectateurs : 35 000 Arbitrage : Hernán Silva Arce | Spectateurs : 35 000 Arbitrage : Hernán Silva Arce |

| 17 juin 1992                 | São Paulo Futebol Clube | 1 - 0                                      | Newell's Old Boys | Estádio do Morumbi, São Paulo                       |                                                     |
|                              | Raí 65e                 |                                            |                   | Spectateurs : 71 986 Arbitrage : José Torres Cadena | Spectateurs : 71 986 Arbitrage : José Torres Cadena |
| Raí · Ivan · Ronaldão · Cafu | Tirs au but 3-2         | Berizzo · Zamora · Llop · Mendoza · Gamboa |                   | Spectateurs : 71 986 Arbitrage : José Torres Cadena | Spectateurs : 71 986 Arbitrage : José Torres Cadena |

| Vainqueur de la Copa Libertadores 1992 |
| -------------------------------------- |
| São Paulo Futebol Clube Premier titre  |